# Coolie
Il coolie (termine di origine inglese dall'hindi Kuli, casta dell'India) è un lavoratore indiano o cinese in Estremo Oriente. Il termine può provenire anche dalla parola cinese 苦力 kǔlì ("lavoro duro").

## Storia
I "coolie" asiatici della fine del 1880 e dell'inizio del Novecento venivano utilizzati negli USA, in Australia, in Nuova Zelanda e nelle Indie occidentali come operai sfruttati nei lavori più umili e pesanti che gli occidentali non volevano fare. Lavoravano molte ore al giorno e venivano pagati poco e di rado, venendo spesso trattati in modo scorretto ed ingiusto. Oggigiorno nelle città indiane vivono molti lavoratori emigrati provenienti dai villaggi periferici e più poveri e sono questi lavoratori, ovvero contadini sposati, a costituire la spina dorsale dell'India urbana.